# A plena luz
A plena luz fue un programa de televisión emitido por la cadena española Antena 3 en 2002.

## Presentadores
Fue presentado por el periodista Pedro Piqueras, acompañado por Yolanda Alzola.

## Formato
El programa ocupaba la franja matinal en la mañana de Antena 3, y aspiraba, tras los sucesivos fracasos de sus predecesores Como la vida y De buena mañana a mejorar los resultados de audiencia frente a su competidor Día a día, con María Teresa Campos en Telecinco.
El espacio incorporaba distintas secciones dedicadas a la actualidad, ocio, cultura, salud, entrevistas y crónica social con una tertulia en la que participaban Lydia Lozano, Josep Tomás, Antonio Sánchez-Casado y Maribel Casany.
Había también un concurso denominado Tu disco de oro, que presentaba Mar Saura.

## Audiencias
El programa arrojó una audiencia media del 14% de cuota de pantalla, lo que precipitó su cancelación anticipada.